# Carte SmartMedia

Schéma d'une carte smart media. 45 mm x 37 mm x 0.76 mm

SmartMedia est le nom donné à une carte mémoire utilisant la mémoire flash permettant le stockage de données numériques. Elle a été créée en 1995 par Toshiba et n'est plus produite depuis 2016. En effet, les constructeurs ayant soutenu le format sont passés aux cartes xD, elles-mêmes supplantées par les cartes mémoires nommées Secure Digital (SD).
Elle était utilisée pour le stockage des clichés numériques dans les appareils photo numériques, certains synthétiseurs musicaux, ou encore certains combinés modem-fax et dans de nombreux PDA et lecteurs de musique numérique tel le Samsung Yepp. Il en existait deux types suivant l'alimentation (3 V ou 5 V).